# Championnat du monde de motocross 1995
Navigation
Édition précédente Édition suivante
Le championnat du monde de motocross 1995 est une compétition sportive qui s'étale sur 12 Grands Prix pour la catégorie 125 cm3, et 15 Grands Prix pour la catégorie 250 cm3. Au terme de la saison, Alessandro Puzar remporte le championnat en 125 cm3, et Stefan Everts celui en 250 cm3. Pour la première fois dans l'histoire des championnats du monde de motocross, un double Grand Prix (125 et 250 cm3) est organisé, à Foxhill (Grande-Bretagne).

## Saison 125 cm3
Même si le premier GP est remporté par l'Italien Claudio Federici (Yamaha), la saison va se résumer au duel entre ses deux compatriotes Alessio Chiodi (Yamaha) et Alessandro Puzar (Honda). Ce dernier prend la tête du championnat à l'issue du quatrième GP. Lors de l'avant-dernier GP, Alessio Chiodi reprend la tête du championnat pour 2 points, mais Alessandro Puzar gagne la finale à Reil en Allemagne et remporte, pour 3 points, son second titre, 5 ans après son sacre en 250 cm3.
Derrière les deux Italiens, le Français Sébastien Tortelli (Kawasaki) prend, à 17 ans, la troisième place du championnat en remportant son premier GP en Indonésie devant deux autres Français : Frédéric Vialle (Kawasaki) (9ème du Championnat) et Mickaël Maschio (Honda) (cinquième du Championnat et vainqueur lui-même en Espagne).
L'Américain Jimmy Button (Honda) (deuxième en Supercross 125 Côte Est et 8ème en Motocross 250 en 1994 aux USA), venu se tester en GP, termine quatrième .

### Grands Prix
| Manche | Date            | Grand Prix                       | Lieu                 | 1ère manche        | 2ème manche        | Vainqueur du Grand Prix |
| ------ | --------------- | -------------------------------- | -------------------- | ------------------ | ------------------ | ----------------------- |
| 1      | 2 avril 1995    | Grand Prix d'Italie              | Castiglione del Lago | Claudio Federici   | Alessio Chiodi     | Claudio Federici        |
| 2      | 9 avril 1995    | Grand Prix d'Espagne             | Bellpuig             | Mickaël Maschio    | Massimo Bartolini  | Mickaël Maschio         |
| 3      | 30 avril 1995   | Grand Prix d'Argentine           | Villa Santa Cruz     | Alessio Chiodi     | Sébastien Tortelli | Alessio Chiodi          |
| 4      | 14 mai 1995     | Grand Prix de Pologne            | Szczecin             | Alessandro Puzar   | Alessio Chiodi     | Alessandro Puzar        |
| 5      | 21 mai 1995     | Grand Prix des Pays-Bas          | Norg                 | Dave Strijbos      | Alessandro Puzar   | Alessandro Puzar        |
| 6      | 28 mai 1995     | Grand Prix de Hongrie            | Kaposvar             | Alessandro Puzar   | Alessandro Puzar   | Alessandro Puzar        |
| 7      | 11 juin 1995    | Grand Prix de Grande-Bretagne    | Foxhill              | Paul Malin         | Alessandro Puzar   | Paul Malin              |
| 8      | 18 juin 1995    | Grand Prix de République Tchèque | Jinin                | Alessio Chiodi     | Alessio Chiodi     | Alessio Chiodi          |
| 9      | 2 juillet 1995  | Grand Prix de Saint-Marin        | Borgo Maggiore       | Sébastien Tortelli | Alessio Chiodi     | Alessio Chiodi          |
| 10     | 9 juillet 1995  | Grand Prix de France             | Castelnau-de-Lévis   | Alessio Chiodi     | Sébastien Tortelli | Alessio Chiodi          |
| 11     | 30 juillet 1995 | Grand Prix d'Indonésie           | Pugeran Halim        | Sébastien Tortelli | Sébastien Tortelli | Sébastien Tortelli      |
| 12     | 13 août 1995    | Grand Prix d'Allemagne           | Reil                 | Alessandro Puzar   | Dave Strijbos      | Alessandro Puzar        |

### Classement du Championnat
| Clas. | Pilote                  | Pays            | Constructeur | Nombre de points | Nombre de victoires de GP | Nombre de podiums de GP | Nombre de victoires de manches |
| ----- | ----------------------- | --------------- | ------------ | ---------------- | ------------------------- | ----------------------- | ------------------------------ |
| 1     | Alessandro Puzar        | Italie          | Honda        | 340              | 4                         | 8                       | 6                              |
| 2     | Alessio Chiodi          | Italie          | Yamaha       | 337              | 4                         | 7                       | 7                              |
| 3     | Sébastien Tortelli      | France          | Kawasaki     | 266              | 1                         | 7                       | 5                              |
| 4     | Jimmy Button            | États-Unis      | Honda        | 201              |                           | 2                       |                                |
| 5     | Mickaël Maschio         | France          | Honda        | 186              | 1                         | 3                       | 1                              |
| 6     | Claudio Federici        | Italie          | Yamaha       | 171              | 1                         | 3                       | 1                              |
| 7     | Michele Fanton          | Italie          | Kawasaki     | 169              |                           | 1                       |                                |
| 8     | Dave Strijbos           | Pays-Bas        | Suzuki       | 167              |                           | 2                       | 2                              |
| 9     | Frédéric Vialle         | France          | Kawasaki     | 166              |                           | 1                       |                                |
| 10    | Massimo Bartolini       | Italie          | TM           | 157              |                           |                         | 1                              |
| 11    | Paul Malin              | Grande-Bretagne | Yamaha       | 148              | 1                         | 1                       | 1                              |
| 12    | Erik Camerlengo         | Italie          | Yamaha       | 125              |                           |                         |                                |
| 13    | Colin Dugmore           | Afrique du Sud  | Suzuki       | 124              |                           |                         |                                |
| 14    | Mauro Dal Lago          | Italie          | Honda        | 88               |                           |                         |                                |
| 15    | Philippe Dupasquier     | Suisse          | Yamaha       | 57               |                           |                         |                                |
| 16    | Charrel Sweebe          | Pays-Bas        | Honda        | 53               |                           | 1                       |                                |
| 17    | Stéphane Roncada        | France          | Honda        | 53               |                           |                         |                                |
| 18    | Fabio Balducci          | Saint-Marin     | Honda        | 43               |                           |                         |                                |
| 19    | Roy Snellingen          | Norvège         | Suzuki       | 40               |                           |                         |                                |
| 20    | Brian Jorgensen         | Danemark        | Honda        | 29               |                           |                         |                                |
| 21    | Jochen Jasinski         | Allemagne       | Yamaha       | 25               |                           |                         |                                |
| 22    | Christian Ravaglia      | Saint-Marin     | Honda        | 19               |                           |                         |                                |
| 23    | Alessandro Belometti    | Saint-Marin     | Honda        | 17               |                           |                         |                                |
| 24    | Craig Pratley           | Grande-Bretagne | Suzuki       | 13               |                           |                         |                                |
| 25    | Massimiliano Gazzaratta | Saint-Marin     | Honda        | 10               |                           |                         |                                |
| 26    | Luca Pretto             | Italie          | Kawasaki     | 10               |                           |                         |                                |
| 27    | Andreas Kanstinger      | Allemagne       | Honda        | 9                |                           |                         |                                |
| 28    | Luigi Seguy             | France          | Kawasaki     | 9                |                           |                         |                                |
| 29    | Eddy Seel               | Belgique        | Kawasaki     | 9                |                           |                         |                                |
| 30    | Leonardo Leoni          | Saint-Marin     | Honda        | 8                |                           |                         |                                |

## Saison 250 cm3
Après son titre 125 cm3 en 1991 et ses deux places de vice-champion en 250 cm3 les deux années précédentes, le belge Stefan Everts (Kawasaki) est le grand favori. Vainqueur de 5 GP, il lui faudra, malgré tout, attendre la finale en France à Château du Loir, pour être sacré devant son compatriote Marnicq Bervoets (Suzuki), vainqueur de 4 GP. C'est le premier titre mondial pour Kawasaki.
Son coéquipier américain Tallon Vohland, leader du Championnat du 4ème au 7ème GP, complète le podium final, devançant l'anglais Kurt Nicoll (Honda) de 6 petits points. Le top 5 compte également le rookie allemand Pit Beirer (Honda).
Le français Yves Demaria (Yamaha) se casse la jambe en Italie lors de la 4ème manche du Championnat, alors qu'il venait de claquer un doublé en Suisse à Payerne. Il reviendra en fin de Championnat remporter une manche au Japon.

### Grands Prix
| Manche | Date            | Grand Prix                    | Lieu            | 1ère manche      | 2ème manche      | Vainqueur du Grand Prix |
| ------ | --------------- | ----------------------------- | --------------- | ---------------- | ---------------- | ----------------------- |
| 1      | 26 Mars 1995    | Grand Prix d'Espagne          | Talavera        | Marnicq Bervoets | Marnicq Bervoets | Marnicq Bervoets        |
| 2      | 9 avril 1995    | Grand Prix des Pays-Bas       | Valkenswaard    | Stefan Everts    | Stefan Everts    | Stefan Everts           |
| 3      | 23 avril 1995   | Grand Prix de Suisse          | Payerne         | Yves Demaria     | Yves Demaria     | Yves Demaria            |
| 4      | 30 Avril 1995   | Grand Prix d'Italie           | Maggiora        | Bobby Moore      | Tallon Vohland   | Andrea Bartolini        |
| 5      | 07 mai 1995     | Grand Prix d'Autriche         | Schwanenstadt   | Andrea Bartolini | Bobby Moore      | Andrea Bartolini        |
| 6      | 21 mai 1995     | Grand Prix de Finlande        | Ruskeasanta     | Marnicq Bervoets | Marnicq Bervoets | Marnicq Bervoets        |
| 7      | 28 Mai 1995     | Grand Prix de Suède           | Motala          | Marnicq Bervoets | Stefan Everts    | Stefan Everts           |
| 8      | 11 juin 1995    | Grand Prix de Grande-Bretagne | Foxhill         | Stefan Everts    | Stefan Everts    | Stefan Everts           |
| 9      | 18 Juin 1995    | Grand Prix d'Irlande          | Cork            | Pit Beirer       | Kurt Nicoll      | Kurt Nicoll             |
| 10     | 25 juin 1995    | Grand Prix de Belgique        | Kester          | Stefan Everts    | Stefan Everts    | Stefan Everts           |
| 11     | 16 juillet 1995 | Grand Prix du Venezuela       | Maracay         | Marnicq Bervoets | Tallon Vohland   | Tallon Vohland          |
| 12     | 30 Juillet 1995 | Grand Prix de Pologne         | Gdynia          | Marnicq Bervoets | Marnicq Bervoets | Marnicq Bervoets        |
| 13     | 06 Août 1995    | Grand Prix d'Allemagne        | Reisersberg     | Marnicq Bervoets | Marnicq Bervoets | Marnicq Bervoets        |
| 14     | 20 Août 1995    | Grand Prix du Japon           | Suzuka          | Yves Demaria     | Stefan Everts    | Stefan Everts           |
| 15     | 20 Août 1995    | Grand Prix de France          | Château du Loir | Bobby Moore      | Pit Beirer       | Andrea Bartolini        |

### Classement du Championnat
| Clas. | Pilote           | Pays            | Constructeur | Nombre de points | Nombre de victoires de GP | Nombre de podiums de GP | Nombre de victoires de manches |
| ----- | ---------------- | --------------- | ------------ | ---------------- | ------------------------- | ----------------------- | ------------------------------ |
| 1     | Stefan Everts    | Belgique        | Kawasaki     | 423              | 5                         | 8                       | 8                              |
| 2     | Marnicq Bervoets | Belgique        | Suzuki       | 380              | 4                         | 8                       | 10                             |
| 3     | Tallon Vohland   | États-Unis      | Kawasaki     | 338              | 1                         | 6                       | 2                              |
| 4     | Kurt Nicoll      | Grande-Bretagne | Honda        | 332              | 1                         | 4                       | 1                              |
| 5     | Pit Beirer       | Allemagne       | Honda        | 283              |                           | 3                       | 2                              |
| 6     | Pedro Tragter    | Pays-Bas        | Suzuki       | 256              |                           | 2                       |                                |
| 7     | Andrea Bartolini | Italie          | Yamaha       | 251              | 3                         | 6                       | 1                              |
| 8     | Bobby Moore      | États-Unis      | Yamaha       | 219              |                           | 3                       | 3                              |
| 9     | Werner Dewit     | Belgique        | Suzuki       | 179              |                           | 1                       |                                |
| 10    | Peter Iven       | Belgique        | Kawasaki     | 164              |                           | 1                       |                                |
| 11    | Joakim Karlsson  | Suède           | Honda        | 141              |                           |                         |                                |
| 12    | Yves Demaria     | France          | Yamaha       | 118              | 1                         | 2                       | 3                              |
| 13    | Paul Cooper      | Grande-Bretagne | Honda        | 110              |                           |                         |                                |
| 14    | Frédéric Bolley  | France          | Yamaha       | 103              |                           |                         |                                |
| 15    | Jaimy Scevenels  | Belgique        | Honda        | 87               |                           |                         |                                |
| 16    | Miska Aaltonen   | Finlande        | Honda        | 86               |                           | 1                       |                                |
| 17    | Leon Giesbers    | Pays-Bas        | Suzuki       | 75               |                           |                         |                                |
| 18    | Dany Theybers    | Belgique        | Honda        | 62               |                           |                         |                                |
| 19    | Remi Van Rees    | Pays-Bas        | Kawasaki     | 58               |                           |                         |                                |
| 20    | Rob Herring      | Grande-Bretagne | Honda        | 58               |                           |                         |                                |
| 21    | Mark Eastwood    | Grande-Bretagne | Honda        | 26               |                           |                         |                                |
| 22    | Bader Manneh     | États-Unis      | Honda        | 20               |                           |                         |                                |
| 23    | Jesper Jorgensen | Danemark        | Suzuki       | 17               |                           |                         |                                |
| 24    | Thierry Bethys   | France          | Honda        | 13               |                           |                         |                                |
| 25    | Joaquim Eliasson | Suède           | Yamaha       | 11               |                           |                         |                                |
| 26    | Josep Alonso     | Espagne         | Honda        | 10               |                           |                         |                                |
| 27    | Andreas Dygd     | Suède           | Yamaha       | 8                |                           |                         |                                |
| 28    | Jenji Suzuki     | Japon           | Yamaha       | 8                |                           |                         |                                |
| 29    | Michele Monti    | Italie          | Honda        | 8                |                           |                         |                                |
| 30    | Masanori Enemoto | Japon           | Kawasaki     | 7                |                           |                         |                                |

## Saison 500 cm3
Toute la saison, on assiste à un chassé-croisé entre le belge Joël Smets (Husaberg) et le double Champion du Monde américain Trampas Parker (KTM). Ce dernier devient le 4ème homme de l'histoire du Motocross à remporter 1 GP dans chacune des 3 catégories en s'imposant à Bielstein en Allemagne, 9ème manche du Championnat. Il perdra toute chance de titre lors du GP suivant disputé sur le circuit mythique de la Citadelle de Namur en Belgique. Arrivé en leader, il repart avec 20 points de retard sur Joël Smets qui n'a plus qu'à assurer lors des 2 derniers GP pour obtenir son premier titre mondial et offrir un premier Championnat à la marque suédoise Husaberg, créée en 1988 par des ingénieurs d'Husqvarna lorsque la marque est rachetée par les italiens de Cagiva.
Pour la 3ème place sur le podium, le néo-zélandais Darryl King (Kawasaki) devance le suédois  Peter Johansson (Husqvarna) et l'ancien Champion du Monde belge Jacky Martens (Husqvarna).

### Grands Prix
| Manche | Date            | Grand Prix                       | Lieu                | 1ère manche     | 2ème manche     | Vainqueur du Grand Prix |
| ------ | --------------- | -------------------------------- | ------------------- | --------------- | --------------- | ----------------------- |
| 1      | 2 avril 1995    | Grand Prix du Portugal           | Arganil             | Joël Smets      | Joël Smets      | Joël Smets              |
| 2      | 23 avril 1995   | Grand Prix d'Autriche            | Sittendorf          | Jacky Martens   | Trampas Parker  | Jacky Martens           |
| 3      | 07 Mai 1995     | Grand Prix de Suisse             | Wohlen              | Trampas Parker  | Joël Smets      | Joël Smets              |
| 4      | 21 mai 1995     | Grand Prix de République Tchèque | Loket               | Joël Smets      | Joël Smets      | Joël Smets              |
| 5      | 28 mai 1995     | Grand Prix du Luxembourg         | Folkendange         | Joël Smets      | Gerald Delepine | Gerald Delepine         |
| 6      | 11 Juin 1995    | Grand Prix d'Italie              | Cingoli             | Gerald Delepine | Trampas Parker  | Gerald Delepine         |
| 7      | 18 juin 1995    | Grand Prix de France             | Saint-Jean-d'Angély | Trampas Parker  | Joël Smets      | Joël Smets              |
| 8      | 02 juillet 1995 | Grand Prix d'Irlande             | Ballykelly          | Joël Smets      | Jacky Martens   | Jacky Martens           |
| 9      | 09 juillet 1995 | Grand Prix d'Allemagne           | Bielstein           | Trampas Parker  | Trampas Parker  | Trampas Parker          |
| 10     | 06 Août 1995    | Grand Prix de Belgique           | Namur               | Johan Boonen    | Joël Smets      | Johan Boonen            |
| 11     | 20 Août 1995    | Grand Prix des Pays-Bas          | Rhenen              | Johan Boonen    | Trampas Parker  | Trampas Parker          |
| 12     | 27 août 1995    | Grand Prix d'Allemagne           | Reutlingen          | Dietmar Lacher  | Dirk Geukens    | Joël Smets              |

### Classement du Championnat
| Clas. | Pilote              | Pays             | Constructeur | Nombre de points | Nombre de victoires de GP | Nombre de podiums de GP | Nombre de victoires de manches |
| ----- | ------------------- | ---------------- | ------------ | ---------------- | ------------------------- | ----------------------- | ------------------------------ |
| 1     | Joël Smets          | Belgique         | Husaberg     | 344              | 5                         | 8                       | 9                              |
| 2     | Trampas Parker      | États-Unis       | KTM          | 302              | 2                         | 6                       | 7                              |
| 3     | Darryl King         | Nouvelle-Zélande | Kawasaki     | 261              |                           | 5                       |                                |
| 4     | Peter Johansson     | Suède            | Husqvarna    | 236              |                           | 2                       |                                |
| 5     | Jacky Martens       | Belgique         | Husqvarna    | 194              | 2                         | 3                       | 2                              |
| 6     | Gert-Jan Van Doorn  | Pays-Bas         | Honda        | 161              |                           | 2                       |                                |
| 7     | Johan Boonen        | Belgique         | Husqvarna    | 157              | 1                         | 1                       | 2                              |
| 8     | Gerald Delepine     | Belgique         | Honda        | 150              | 2                         | 3                       | 2                              |
| 9     | Shayne King         | Nouvelle-Zélande | KTM          | 146              |                           | 1                       |                                |
| 10    | Peter Dirks         | Belgique         | Honda        | 100              |                           |                         |                                |
| 11    | John Van Den Berck  | Pays-Bas         | Honda        | 94               |                           |                         |                                |
| 12    | Mikkel Caprani      | Danemark         | Kawasaki     | 89               |                           |                         |                                |
| 13    | Michael Young       | États-Unis       | Vertemati    | 85               |                           | 1                       |                                |
| 14    | Dirk Geukens        | Belgique         | Husaberg     | 82               |                           | 1                       | 1                              |
| 15    | Attilio Pignotti    | Italie           | Honda        | 78               |                           | 1                       |                                |
| 16    | Dietmar Lacher      | Allemagne        | Honda        | 69               |                           | 1                       | 1                              |
| 17    | Rudy Van Leeuven    | Pays-Bas         | Honda        | 52               |                           |                         |                                |
| 18    | Ronny Weustenraed   | Pays-Bas         | KTM          | 50               |                           |                         |                                |
| 19    | Rupert Walkner      | Autriche         | KTM          | 49               |                           |                         |                                |
| 20    | Mervyn Anstie       | Grande-Bretagne  | Honda        | 48               |                           |                         |                                |
| 21    | Erwin Machtlinger   | Autriche         | Honda        | 45               |                           | 1                       |                                |
| 22    | Franco Rossi        | Italie           | Husqvarna    | 42               |                           |                         |                                |
| 23    | Chris Jacobs        | Belgique         | Husaberg     | 27               |                           |                         |                                |
| 24    | James Marsh         | Grande-Bretagne  | Honda        | 27               |                           |                         |                                |
| 25    | Carlo Hulsen        | Pays-Bas         | Honda        | 24               |                           |                         |                                |
| 26    | Thierry Klutz       | Belgique         | Honda        | 23               |                           |                         |                                |
| 27    | Jonas Engdahl       | Suède            | Honda        | 21               |                           |                         |                                |
| 28    | Avo Leok            | Estonie          | Honda        | 18               |                           |                         |                                |
| 29    | Emanuele Giovanelli | Italie           | Honda        | 17               |                           |                         |                                |
| 30    | Amost Zemen         | Slovaquie        | Honda        | 16               |                           |                         |                                |